# Beatrice Tschanz

Béatrice Tschanz, 1990er Jahre

Beatrice Tschanz Kramel, geb. Geiser (* 20. Juli 1944 in Zürich) ist eine Schweizer Kommunikationsfachfrau, Managerin und Journalistin.

## Werdegang
Beatrice Tschanz studierte Geschichte und Sprachen in Oxford, Barcelona und Paris. Im Anschluss arbeitete sie zwei Jahre für die Schweizerische Bankgesellschaft in Brasilien und Argentinien. Nach ihrer Rückkehr schrieb sie 20 Jahre als Journalistin für diverse Printmedien und war in verschiedenen Leitungspositionen (1978–1980 stellvertretende Chefredaktorin der Frauenzeitschrift «Annabelle», 1980–84 Chefredaktorin der «Femina»).
Später wechselte Tschanz zur Unternehmenskommunikation. Zuerst leitete sie die Kommunikation des Medienunternehmens Ringier, später des Warenhauskonzerns Jelmoli und des damaligen Luftfahrtunternehmens Swissair. Ihre Krisenkommunikation nach dem Absturz der MD-11 des Swissair-Flugs 111 bei Halifax in Kanada im Jahr 1998 wurde von den Medien als vorbildlich bewertet.
Nach dem Ende der Swissair 2001 ging sie als Konzernsprecherin zu Sulzer medica, der Medizintechniksparte der Sulzer AG, wo sie auch Mitglied der Geschäftsleitung wurde. Noch im selben Jahr wurde ein Skandal um verunreinigte Hüftgelenksimplantate öffentlich. Das in der Folge in Centerpulse umbenannte Unternehmen wurde 2003 aufgrund hoher Schulden aus dem mit Geschädigten geschlossenen Vergleich verkauft; Tschanz erhielt eine Abgangsentschädigung von 1,5 Millionen Franken.
Seit 2003 ist sie selbständige Kommunikationsberaterin (unter anderem persönliche Beraterin auf dem Platz Zürich für Bundesrat Moritz Leuenberger) und arbeitet als Verwaltungsrätin. Mandate waren unter anderem: Spühler Partner AG, Condor Films AG, Immunogenes AG, Constanza AG, Oase Holding AG, Lenzerheide Bergbahnen AG, Schild AG, valora Holding AG. 
Die International University in Geneva verlieh ihr im Jahr 2013 die Ehrendoktorwürde.
Tschanz ist zudem für mehrere Non-Profit-Organisationen tätig. So ist sie beispielsweise Botschafterin des Pink Ribbon Charity Walk und Mitglied in den Stiftungsräten der Audiatur-Stiftung sowie der Stiftung Dr. J. E. Brandenberger. Von 2010 bis Ende 2019 war sie Mitglied der Eidgenössischen Kommission für Weltraumfragen (EKWF).
Beatrice Tschanz war in erster Ehe, seit 1978, knapp 25 Jahre mit Pierre Tschanz einem Parfümeur verheiratet, der 2002 an Krebs starb. Sie zog neben drei Kindern aus dessen erster Ehe auch die zwei Kinder ihres bei einem Flugzeugunglück ums Leben gekommenen Bruders auf. In zweiter Ehe war sie von 2003 bis zu seinem Tod 2022 mit dem Architekten und Hochschullehrer Herbert Kramel verheiratet. Sie lebt in Rapperswil-Jona am Zürichsee.